# Tetragnatha caffra
Tetragnatha caffra este o specie de păianjeni din genul Tetragnatha, familia Tetragnathidae. A fost descrisă pentru prima dată de Strand, 1909. Conform Catalogue of Life specia Tetragnatha caffra nu are subspecii cunoscute.